# NGC 4616
NGC 4616 ist eine Elliptische Galaxie vom Hubble-Typ E0 im Sternbild Zentaur am Südsternhimmel. Sie ist schätzungsweise 197 Millionen Lichtjahre von der Milchstraße entfernt, hat einen Durchmesser von etwa 50.000 Lichtjahren und ist Mitglied des Centaurus-Galaxienhaufens.

Im selben Himmelsareal befinden sich u. a. die Galaxien NGC 4601, NGC 4603, NGC 4622, NGC 4650.
Das Objekt wurde am 5. Juni 1834 von John Herschel entdeckt.